# Schlammspringer
Schlammspringer (Periophthalmus) sind eine amphibisch lebende Gattung von Fischen aus der Familie der Oxudercidae innerhalb der Grundelartigen (Gobiiformes). Der wissenschaftliche Name Periophthalmus kommt aus dem Griechischen und wurde wegen der hoch angesetzten Augen vergeben, die eine gute Rundumsicht ermöglichen („peri“ = umher, nach allen Seiten; „ophthalmos“ = Auge).

## Verbreitung
Schlammspringer besiedeln die Mangrovenwälder und das Brackwasser von Ostafrika über Nordaustralien bis Samoa. Weiter nördlich kommen sie bis Korea und Japan vor. Eine Art, Periophthalmus barbarus, lebt an den Küsten Westafrikas.

## Merkmale
Schlammspringer werden 5 bis 16,5 cm lang. Sie besitzen einen langgestreckten Körper, der hinten seitlich leicht abgeflacht ist, und hochstehende Augen, die sich deutlich über das Kopfprofil erheben, sowie zwei deutlich getrennte Rückenflossen. Die Augen stehen nah beieinander und verfügen über ein gefaltetes unteres Augenlid, mit dem das Auge regelmäßig befeuchtet und abgewischt werden kann. Mit ihren an einem langen muskulösen Lobus sitzenden Brustflossen können sie sich hüpfend an Land fortbewegen. Die Bauchflossen können durch eine Membran zwischen den fünften Flossenstrahlen miteinander verbunden oder vollständig getrennt sein. Die Schwanzflosse ist unsymmetrisch und besitzt verdickte untere Flossenstrahlen. Am Kopf sind keine Sinneskanäle sichtbar. Das Maul steht horizontal und verfügt über eine Zahnreihe in jedem Kiefer. Schlammspringer sind von kleinen Cycloidschuppen oder leicht ctenoiden Schuppen bedeckt.
- Flossenformel: Dorsale 1 IV–XXVII, Dorsale 2 I/max. 14, Anale I/max. 14.
- Schuppenformel: mLR 46–121.

## Lebensweise
Die Schlammspringer sind amphibisch lebende Fische und verbringen die meiste Zeit außerhalb des Wassers. Als einzige Vertreter der Schlammspringerverwandten besiedeln die Periophthalmus-Arten auch höher gelegene Küstenabschnitte mit festem Schlammboden, weichen fast „wasserscheu“ bei einlaufender Flut zurück und erklettern dabei sogar die Wurzeln der Mangroven. Sie ernähren sich mehr carnivor als ihre Verwandten, die vorwiegend pflanzlichen Aufwuchs fressen, und erbeuten Wirbellose, vor allem Insekten und kleine Krebstiere. Schlammspringer graben verzweigte Gänge in den Boden, in die sie sich bei Gefahr zurückziehen und wo sie sich auch fortpflanzen.

## Arten
Es gibt 19 Arten:

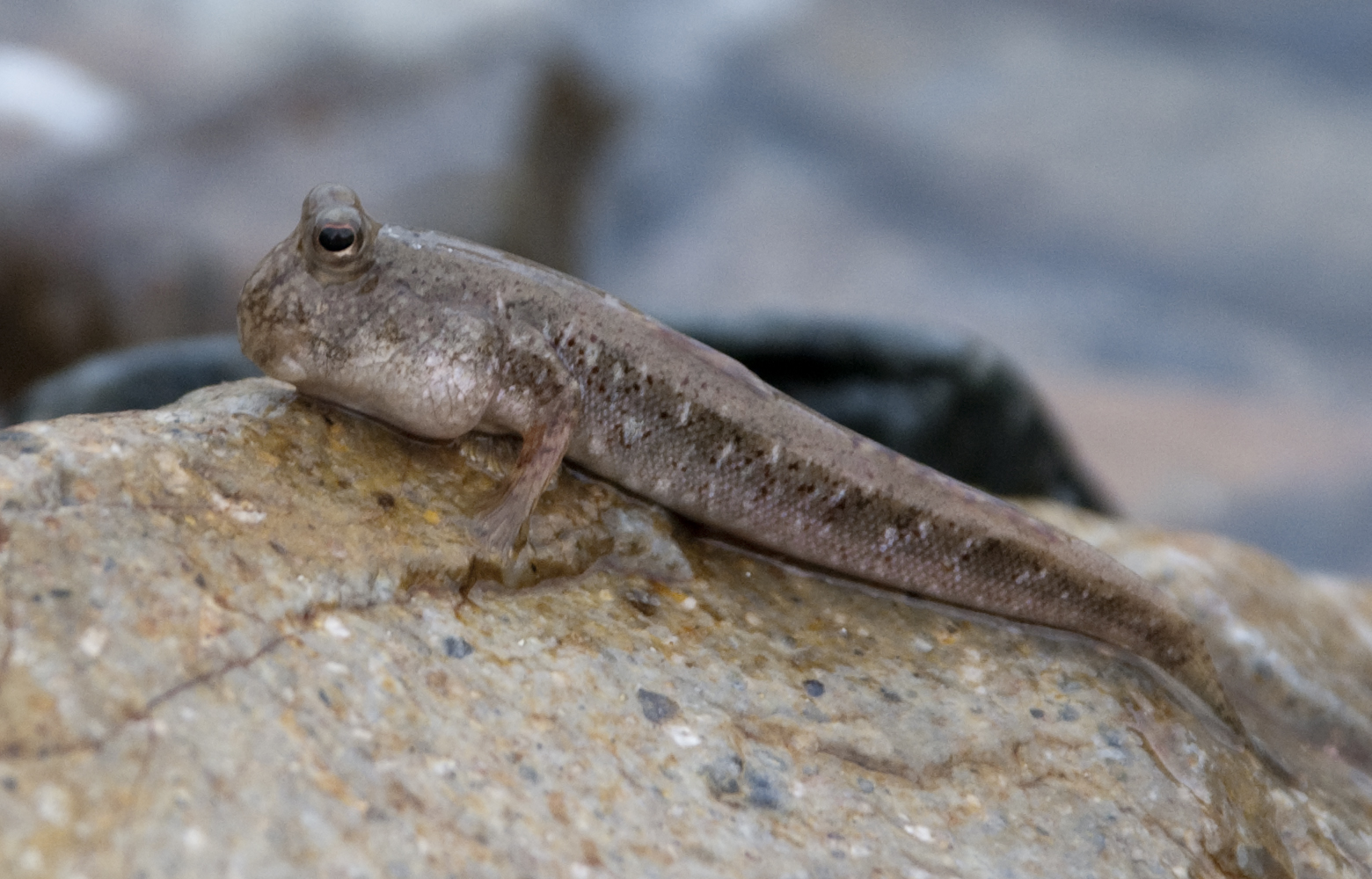
Periophthalmus cantonensis

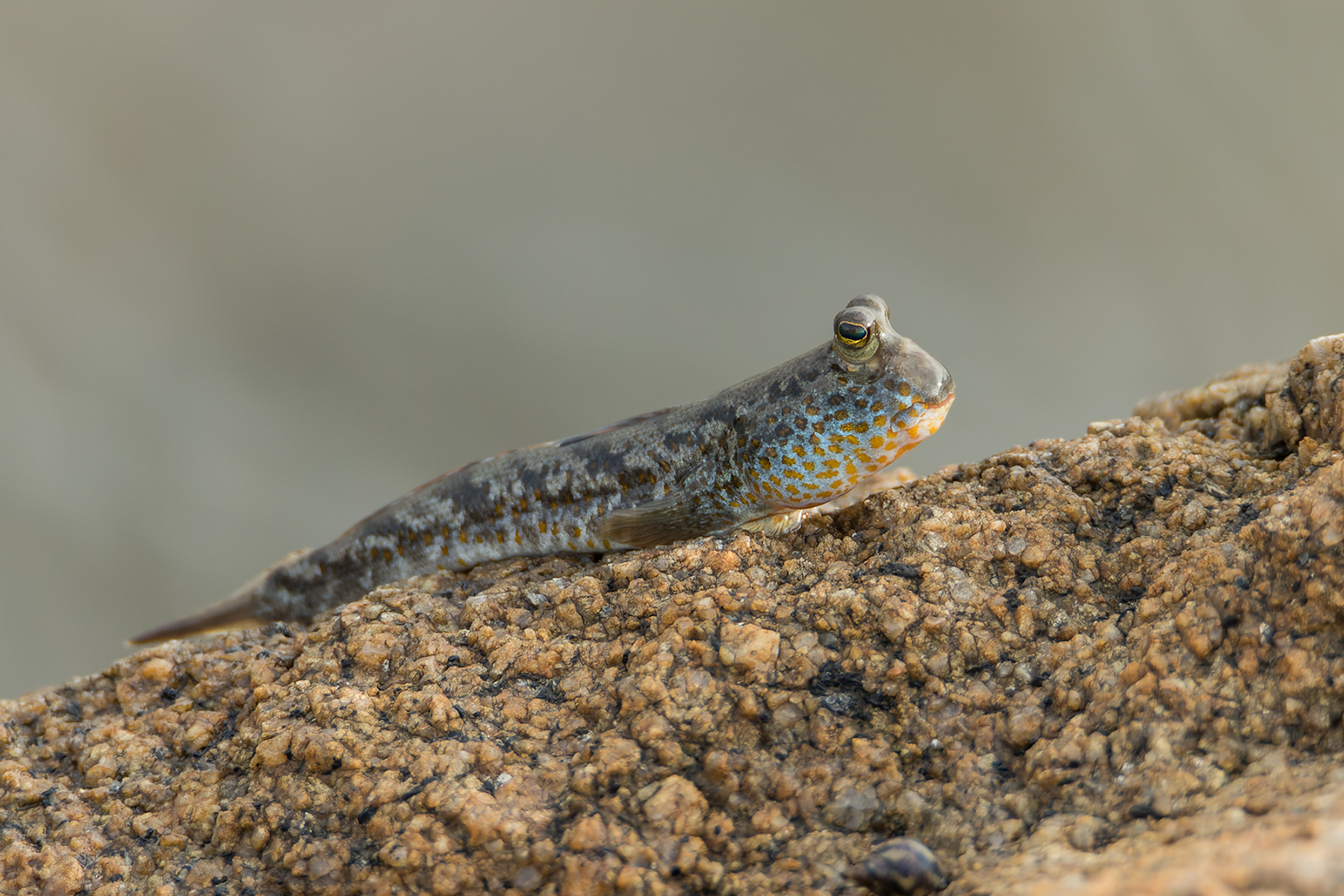
Periophthalmus chrysospilos

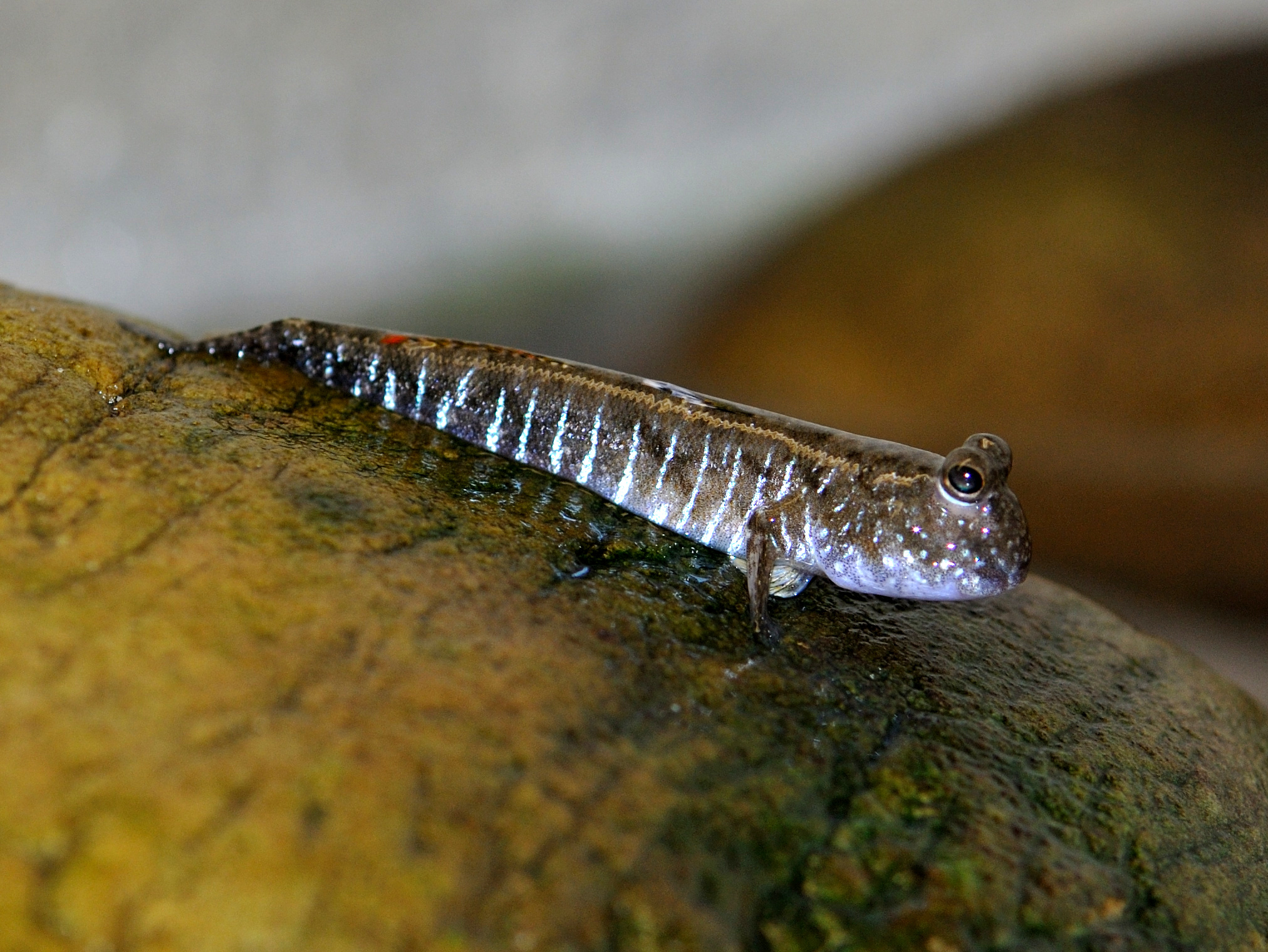
Indischer Zwergschlammspringer (Periophthalmus novemradiatus)

- Periophthalmus argentilineatus Valenciennes in Cuvier & Valenciennes, 1837
- Periophthalmus barbarus (Linnaeus, 1766)
- Periophthalmus chrysospilos Bleeker, 1852
- Periophthalmus gracilis Eggert, 1935
- Periophthalmus kalolo Lesson, 1831
- Periophthalmus magnuspinnatus Lee, Choi & Ryu, 1995
- Periophthalmus malaccensis Eggert, 1935
- Periophthalmus minutus Eggert, 1935
- Periophthalmus modestus Cantor, 1842
- Periophthalmus novaeguineaensis Eggert, 1935
- Periophthalmus novemradiatus (Hamilton, 1822)
- Periophthalmus pusing Jaafar et al., 2016
- Periophthalmus sobrinus Eggert, 1935
- Periophthalmus spilotus Murdy & Takita, 1999
- Periophthalmus takita Jaafar & Larson, 2008
- Periophthalmus variabilis Eggert, 1935
- Periophthalmus walailakae Darumas & Tantichodok, 2002
- Periophthalmus waltoni Koumans, 1941
- Periophthalmus weberi Eggert, 1935

Drei weitere, früher dieser Gattung zugeordnete Arten unterscheiden sich vor allem durch den Besitz von zwei Kieferzahnreihen und werden inzwischen unter dem Gattungsnamen Periophthalmodon (Bleeker, 1874) geführt:
- Periophthalmodon freycineti (Quoy & Gaimard, 1824)
- Periophthalmodon schlosseri (Pallas, 1770)
- Periophthalmodon septemradiatus (Hamilton, 1822)